# Парламентські вибори в Ізраїлі 2009
Парламентські вибори в Ізраїлі 2009 року — загальні вибори вісімнадцятого складу Кнесету Ізраїлю, які відбулися 10 лютого 2009 року і носили позачерговий характер, не принесли однозначної перемоги жодній з політичних сил країни, відтак спричинили тривалі переговори і політичні консультації, в результаті яких зрештою наприкінці березня — на початку квітня 2009 року було сформовано і приведено до присяги новий уряд Ізраїлю на чолі з Біньяміном Нетаньягу (лідер «Лікуду»).

## Передісторія

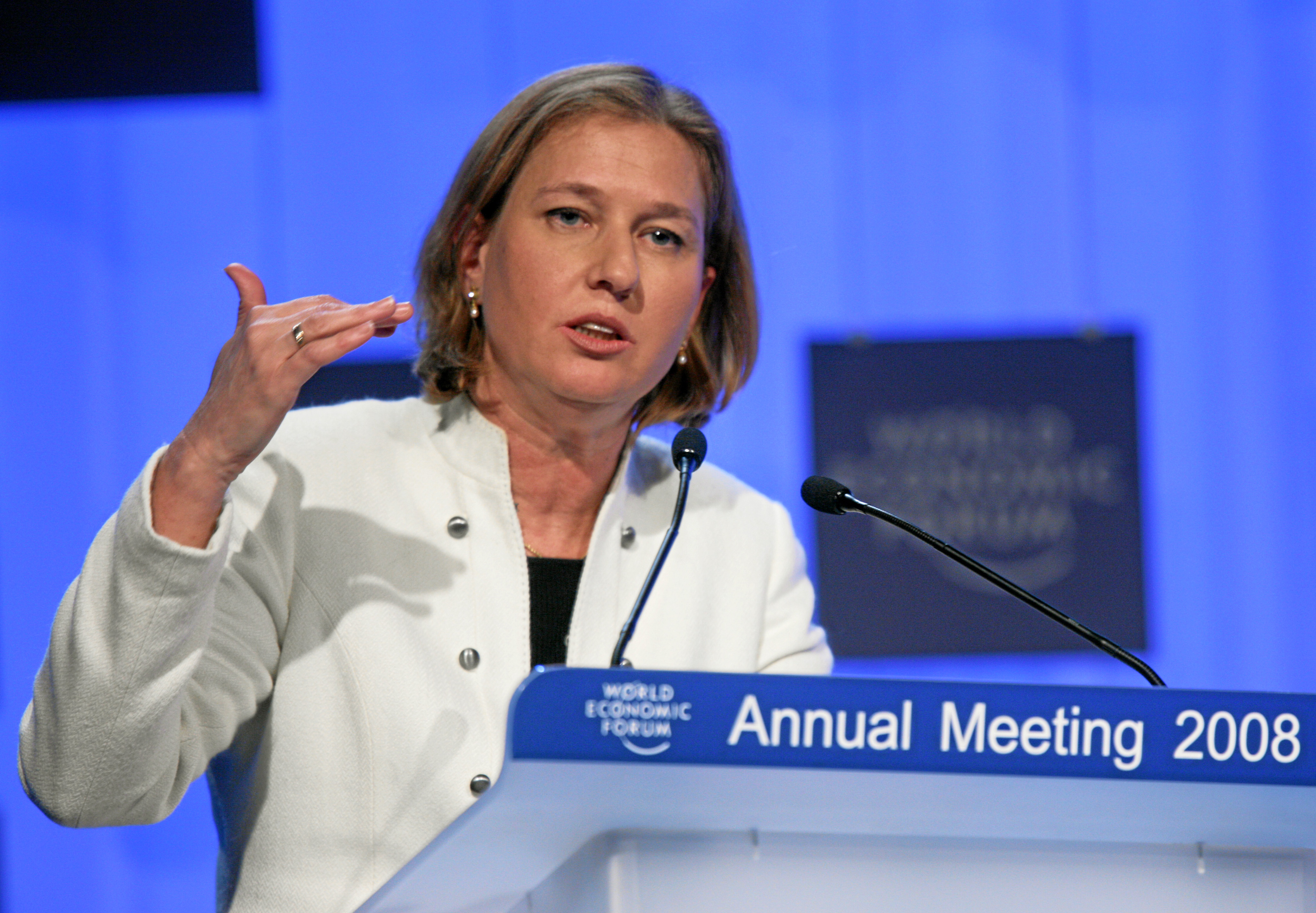
Ципі Лівні на Давоському всесвітньому форумі, 2008

Позачерговим парламентським виборам у Ізраїлі 2009 року передувала низка подій ізраїльського внутрішньополітиного життя, яка уможливала їх проведення.
Наступні чергові парламентські вибори в Ізраїлі мали відбутися в 2010 році. Однак, 17 жовтня 2008 року у внутрішньопартійній боротьбі за посаду Голови «Кадіми» гору взяла Ципі Лівні, а чинний Голова партії Ехуд Ольмерт змушений був піти у відставку. Лівні отримала шість тижнів, щоб сформувати коаліцію з крайнім терміном 26 жовтня 2008 року для сторін, які забажають приєднатися до новостворюваного уряду.
В ході коаліційних переговорів дідер «Кадіми» заручилася підтримкою доугою за величиною фракцією «Авода», але так і не змогла домовитися з консерваторами-ортодоксами із партії ШАС, оскільки сторони не змогли остаточно узгодити питання виділення додаткових коштів для підтримки малозабезпечених верств населення і надання гарантій збереження цілісності і статусу Єрусалима (рос.). Відтак, новий лідер правлячої партії «Кадіма» Ципі Лівні не спромоглася сформувати коаліційний уряд, відтак змушена була звернутися до чинного президента країни Шимона Переса з рекомендацією призначити дату дострокових виборів, які були призначено на 10 лютого поточного року.

## Результати виборів
Уже на наступний день після проведення виборів, тобто 11 лютого 2009 року, було оголошено попередні результати виборів, які зрештою збіглися з оприлюдненими буквально наступного дня офіційними і остаточними даними після обрахунку всіх бюлетнів виборців, що проголосували. Отже, центристська партія «Кадіма», яка фактично і санкціонувала дострокові вибори, на чолі з міністром закордонних справ Ципі Лівні здобула 28 із 120 депутатських мандатів до Кнесету, крайньо права партія «Лікуд» екс–прем'єра Беньяміна Нетаньягу — 27 мандатів, на третій позиції (15 мандатів) опинилась неофашистська партія російських євреїв «Наш дім Ізраїль» на чолі з екстремістом Авігдором Ліберманом; дошкульної поразки зазнала поміркована ліва «Авода» («Робітнича партія») на чолі з міністром оборони Ехудом Бараком, яка заручилася лише 13 мандатами. До парламенту також пройшли релігійні фанатики з ШАСу — 11 мандатів, арабські партії РААМ–ТААЛ, ХАДАШ і БАЛАД — відповідно 4, 4 і 3 мандати, «Єврейство Тори» — 5, «Іхуд леумі» — 4, МЕРЕЦ і «Єврейський дім» — по 3 мандати.
| \| Партія \| Лідер \| кількість мандатів у Кнесеті \| кількість мандатів у Кнесеті \| кількість мандатів у Кнесеті \| \| Партія \| Лідер \| У минулій каденції[5] \| За попередніми опитуваннями[6]. \| Остаточні результати[5][7] \| \| ------------------------- \| ------------------ \| ---------------------------- \| ------------------------------- \| ---------------------------- \| \| «Кадіма» \| Ципі Лівні \| 29 \| 23 \| 28 \| \| «Лікуд» \| Біньямін Нетаньягу \| 12 \| 25 \| 27 \| \| «Наш Дім — Ізраїль» (НДІ) \| Авігдор Ліберман \| 11 \| 19 \| 15 \| \| «Авода» \| Ехуд Барак \| 19 \| 16 \| 13 \| \| ШАС \| Овадья Йосеф \| 12 \| 10 \| 11 \| \| Арабські партії \| — \| 10 \| 9 \| 11 \| \| «Єврейство Тори» \| Яків Ліцман \| 5 \| 6 \| 5 \| \| «Національна єдність» \| Яків Кац \| 5 \| 4 \| 4 \| \| «Єврейський Дім» \| Даніель Гершковіц \| 4 \| 3 \| 3 \| \| МЕРЕЦ \| Хаїм Орон \| 5 \| 5 \| 3 \| |                    |                              |                              |                              |
| Партія | Лідер              | кількість мандатів у Кнесеті | кількість мандатів у Кнесеті | кількість мандатів у Кнесеті |
| Партія | Лідер              | У минулій каденції           | За попередніми опитуваннями. | Остаточні результати         |
| «Кадіма» | Ципі Лівні         | 29                           | 23                           | 28                           |
| «Лікуд» | Біньямін Нетаньягу | 12                           | 25                           | 27                           |
| «Наш Дім — Ізраїль» (НДІ) | Авігдор Ліберман   | 11                           | 19                           | 15                           |
| «Авода» | Ехуд Барак         | 19                           | 16                           | 13                           |
| ШАС | Овадья Йосеф       | 12                           | 10                           | 11                           |
| Арабські партії | —                  | 10                           | 9                            | 11                           |
| «Єврейство Тори» | Яків Ліцман        | 5                            | 6                            | 5                            |
| «Національна єдність» | Яків Кац           | 5                            | 4                            | 4                            |
| «Єврейський Дім» | Даніель Гершковіц  | 4                            | 3                            | 3                            |
| МЕРЕЦ | Хаїм Орон          | 5                            | 5                            | 3                            |

- Явка виборців склала:
  - за даними Виборчої комісії — 64.8 %[8] від загального числа включених до виборчих списків, в тому числі і тих, що перебувають за кордоном[7].
  - за даними Статистичного бюро — 72 %[7] від числа громадян Ізраїлю, які мають виборчі права.
- Кожний мандат, відтак, склав 27 246 голосів виборців[7].

Отже, такі результати виборів не лише не спричинили врегулювання і стабілізацію внутрішньополітичного життя в Ізраїлі, а й фактично наперед визначили тривалий процес формування нового складу уряду, відтак політичну нестабільність країни. Адже за неписаним правилом президент країни має доручити формування нового уряду лідеру партії–переможця. Тобто в даному разі Шимон Перес мав би звернутися до Ципі Лівні. Та цього разу традиції можна було не триматися, бо крайньо праві та релігійно–екстремістські партії здобули 65 мандатів, а центристські та ліві — лише 55, крім того сама «Кадіма» ще до виборів підписала коаліційну угоду з Партією пенсіонерів, якій узагалі не вдалося подолати виборчий бар'єр, залишившись таким чином позапарламентською партійною структурою.

## Поствиборчий процес формування уряду
Як і очікувалось багатьма, Президент Шимон Перес ще в лютому доручив формування уряду саме очільнику «Лікуду» Біньяміну Нетаньягу з тим, що процес його формування має бути завершений до 3 квітня 2009 року. Відразу потому почалися тривалі і нелегкі політичні консультації — розгглядалося чимало конфігурацій, в тому числі не відкидалися спроби залучити до урядової коаліції центристську партію «Кадіма» на чолі з Ципі Лівні, тобто створення широкої коаліції, адже уряд, який буде сформовано винятково з екстремістів, фактично загальмує будь-які спроби розв'язання багаторічного арабо-ізраїльського конфлікту, до того ж неминуче вступить у конфронтацію з адміністрацією США, що налаштована продовжувати мирний процес на Близькому Сході.
Однак першою до нової урядової коаліції вступила саме екстремістська партія — 15 березня 2009 року було підписано коаліційну угоду «Лікуду» ультраправим політичним угрупованням «Наш дім Ізраїль» на чолі з Авігдором Ліберманом. Відповідно до цієї угоди, Ліберман отримує в уряді Нетаньягу портфель міністра закордонних справ., додатково «Наш дім Ізраїль» отримає ще п'ять міністерських портфелів, зокрема внутрішньої безпеки, інфраструктури, туризму та інтеграції нових емігрантів.

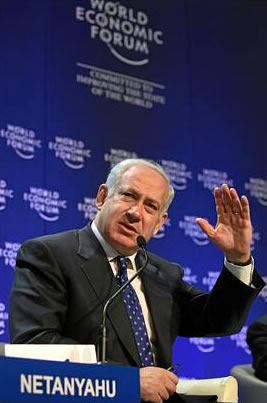
Біньямін Нетаньягу — 17-й прем'єр-міністр Ізраїлю, 2009

В результаті об'єднання з угрупованням А.Лібермана новостворювана коаліція отримала 42 мандати (зі 120), тобто лише трохи більше третини. Навіть мандати ШАСу (11), який згодом приєднався до коаліції не забезпечили їй необхідну половину парламентських мандатів, тому і надалі тривали політичні консультації. Повною несподіванкою політичного процесу в Ізраїлі стало приєднання до центрисьтько-правої коаліції партії «Авода», яка позиціонує себе як політична сила лівого спрямування, — на проведеній ввечері 24 березня 2007 року партійній конференції делегати лівої політичної партії «Авода» висловилися за приєднання до урядової коаліції трьох крайньо правих партій на чолі з лідером «Лікуду» Беньяміном Нетаньягу. Цьому передували 24-годинні переговори лідерів обох сил у Тель-Авівському готелі «Кфар–Макабія» і підписання попередньої угоди про коаліційну співпрацю. В ході «політичних торгів» стало відомо, що лідер «Аводи» Ехуд Барак має посісти посаду міністра оборони, крім того за «Аводою» будуть ще п'ять міністерських посад та дві посади заступників міністрів, більше того, Бараку вдалося «вибити» згоду на ротацію: дві третини часу уряд очолюватиме Нетаньягу, а третину — Е.Барак.
Відтак, коаліція після несподіваного рішення «Аводи» вже мала 66 зі 120 парламентських мандатів і змогла розпочати формувати персональний склад кабінету міністрів, хоча на той час небагато з міністерських посад ще лишалися вакантними. Отже, після десятирічної перерви Б.Нетаньягу мав осолити уряд, провівши успішні переговори і заручившись зрештою підтримкою 69 депутатів. Однак, в результаті політичних торгів в уряді було запроваджено кілька нових посад, а загальне число міністерських портфелів сягнуло рекордної цифри — тридцяти. Реакцією на політичний процес формування коаліційного уряду на чолі з Біньяміном Нетаньягу стала заява Президента США Барака Обами, в якій він висловив побоювання, що нова політична конфігурація в Ізраїлі не зробить більш легким досягнення миру з палестинцями.
31 березня 2009 року було приведено до присяги новий уряд Ізраїлю на чолі з Беньяміном Нетаньягу, сформований на базі трьох правоекстремістських партій та лівої «Аводи», і найбільший за всю 60–річну історію Ізраїлю.

## Виноски
1. ↑  Q&A: Israel's road to elections [Архівовано 21 квітня 2009 у Wayback Machine.] BBC News за 26 жовтня 2008 року (англ.)
2. ↑  Ципі Лівні оголосила про дострокові вибори в Ізраїлі, інф. на lenta.ru [Архівовано 2 січня 2009 у Wayback Machine.] (рос.)
3. ↑  Ципі Лівні рекомендувала президенту Ізраїля скликати дострокові вибори(рос.)
4. ↑  Результати ізраїльських виборів [Архівовано 5 березня 2016 у Wayback Machine.] // НОВИНИ ПЛЮС, «Україна Молода» № 028 за 14 лютого 2009 року (укр.)
5. 1 2  isra.com [Архівовано 18 травня 2009 у Wayback Machine.](рос.)
6. ↑  За даними [Архівовано 9 квітня 2009 у Wayback Machine.] газети «Єдіот ахронот» на 6 лютого 2009 року (рос.)
7. 1 2 3 4  קולות החיילים לא שינו את חלוקת המנדטים [Архівовано 30 квітня 2009 у Wayback Machine.] (івр.)
8. ↑  Явка избирателей составила 65 % [Архівовано 19 квітня 2012 у Wayback Machine.](рос.)
9. ↑  Шиманський Олександр Двоє на хребті вікторії. Парламентські вибори в Ізраїлі: про свою попередню перемогу оголосили й Нетаньягу, й Лівні [Архівовано 22 березня 2017 у Wayback Machine.] // «Україна Молода» № 026 за 12 лютого 2009 року (укр.)
10. ↑  Шиманський Олександр Яструби землі ізраїльської, об'єднуйтесь. «Лікуд» і «Наш дім Ізраїль» підписали коаліційну угоду [Архівовано 4 березня 2016 у Wayback Machine.] // «Україна Молода» № 048 за 17 березня 2009 року (укр.)
11. 1 2  Ізраїльські метаморфози в уряді [Архівовано 5 березня 2016 у Wayback Machine.] // інф. «Україна Молода» № 055 за 26 березня 2009 року (укр.)
12. ↑  Звір із трьома правими й однією лівою ногою [Архівовано 5 березня 2016 у Wayback Machine.] // інф. «Україна Молода» № 054 за 25 березня 2009 року (укр.)
13. ↑  інф. «Україна Молода» № 058 за 31 березня 2009 року (укр.)
14. ↑  Уряд Ізраїлю приведено до присяги [Архівовано 5 березня 2016 у Wayback Machine.] // інф. «Україна Молода» № 60 за 2 квітня 2009 року (укр.)